# ند شما
ند شما (به عربی: ند شما) یک منطقهٔ مسکونی در امارات متحده عربی است که در شیخ‌نشین دبی واقع شده‌است.